# Jacquemontia macrocalyx
Jacquemontia macrocalyx är en vindeväxtart som beskrevs av Buril. Jacquemontia macrocalyx ingår i släktet Jacquemontia och familjen vindeväxter. Inga underarter finns listade i Catalogue of Life.